# Бой в Нурлатском районе (2010)
Бой в Нурлатском районе — вооружённое сражение между исламистами и российскими силовиками в Нурлатском районе Татарстана.

## Ход боя
Руслан Спиридонов, Альберт Хуснутдинов и Алмаз Давлетшин находились в федеральном розыске, они пытались подорвать милицейскую машину 17 ноября, а 11 ноября была попытка взрыва машины, принадлежащая руководителю центра по борьбе с экстремизмом в Нурлатском районе.
24 ноября местный егерь принял двоих исламистов за браконьеров и попытался их задержать. Позднее, исламисты обстреляли автомобиль с сотрудниками ЧОП, но, по какой-то причине, охранники остались в живых.
25 ноября российские силы блокировали всех троих в заброшенном доме, на краю леса. Бой шёл несколько часов. Исламисты использовали автоматы и подствольные гранатомёты. Утром того же дня прибыл министр внутренних дел Татарстана Асгат Сафаров, взявший руководство операции на себя. Россия стянула 500 сотрудников МВД, ОМОН, спецназ. Были задействованы вертолёт Ми-8 и БТР-ы.
На предложение сдаться исламисты ответили отказом. Впоследствии, они были убиты.